# Атлантико
Атла̀нтико (на испански: Atlántico) е един от 32-рата департамента на южноамериканската държава Колумбия. Намира се в северната част на страната. Департаментът е с население от 2 722 128 жители (към 30 юни 2020 г.) и обща площ от 3316 км². Граничи насевер с Карибско море. Главен административен център е град Баранкиля.

## Общини
Департамент Атлантико е разделен на 23 общини. Някои от тях са:
1. Бараноа
2. Кампо де ла Крус
3. Маламбо
4. Манати
5. Репелон